# Plaça de les Glòries Catalanes

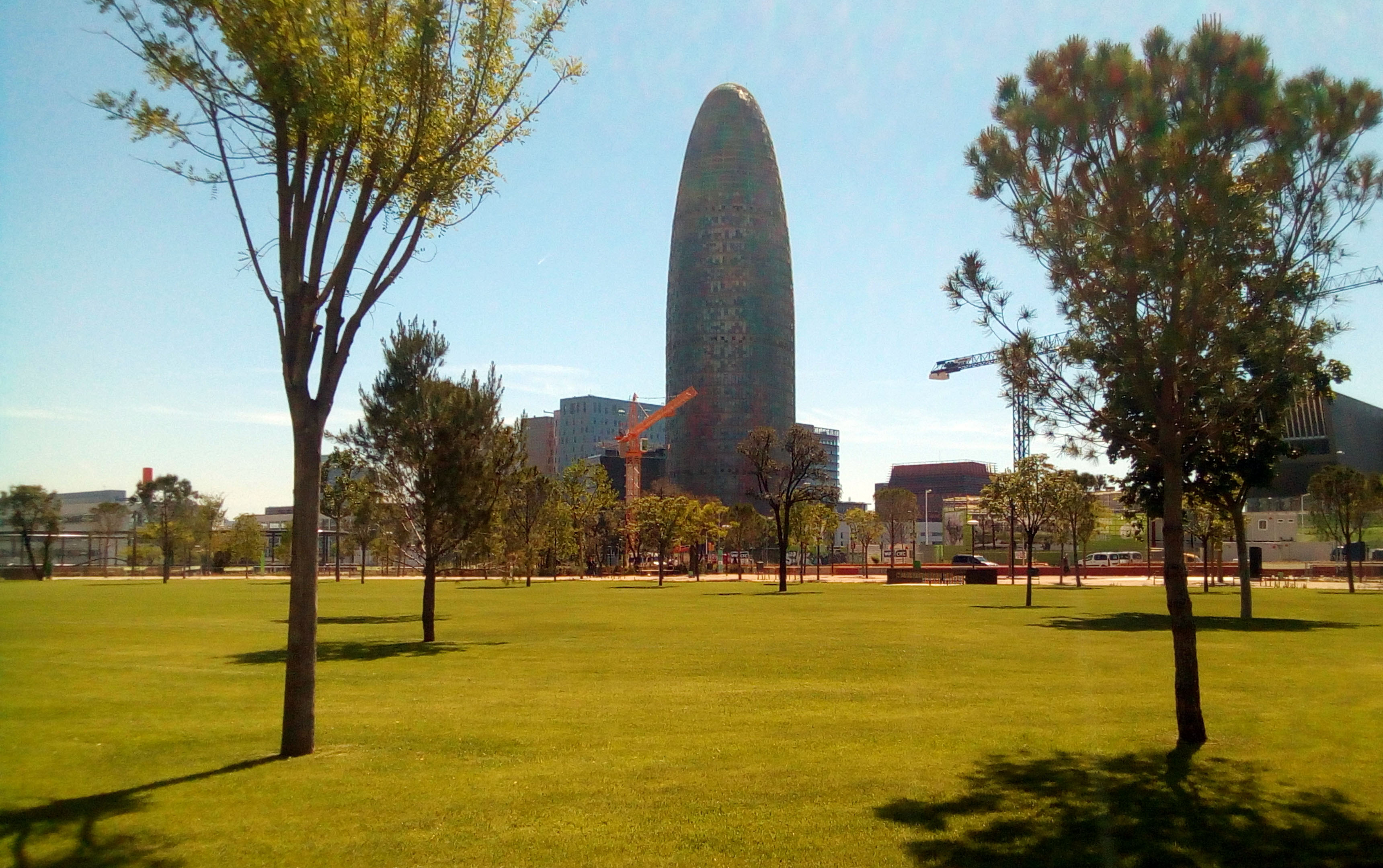
Plaça de les Glòries Catalanes in 2019, met Torre Glòries (Torre Agbar)

Plaça de les Glòries Catalanes (Spaans: Plaza de las Glorias Catalanas), vaak afgekort tot Glòries, is een groot plein in Barcelona. Het ligt in het district Sant Martí dat grenst aan Eixample, op de kruising van de drie belangrijkste verkeersaders van de stad: Avinguda Diagonal, Avinguda Meridiana en Gran Via de les Corts Catalanes.
Aan het plein bevinden zich het winkelcentrum Westfield Glòries, de Torre Glòries (Torre Agbar), het Designmuseum van Barcelona (Disseny Hub) en de overdakte rommelmarkt Mercat dels Encants. 

## Geschiedenis

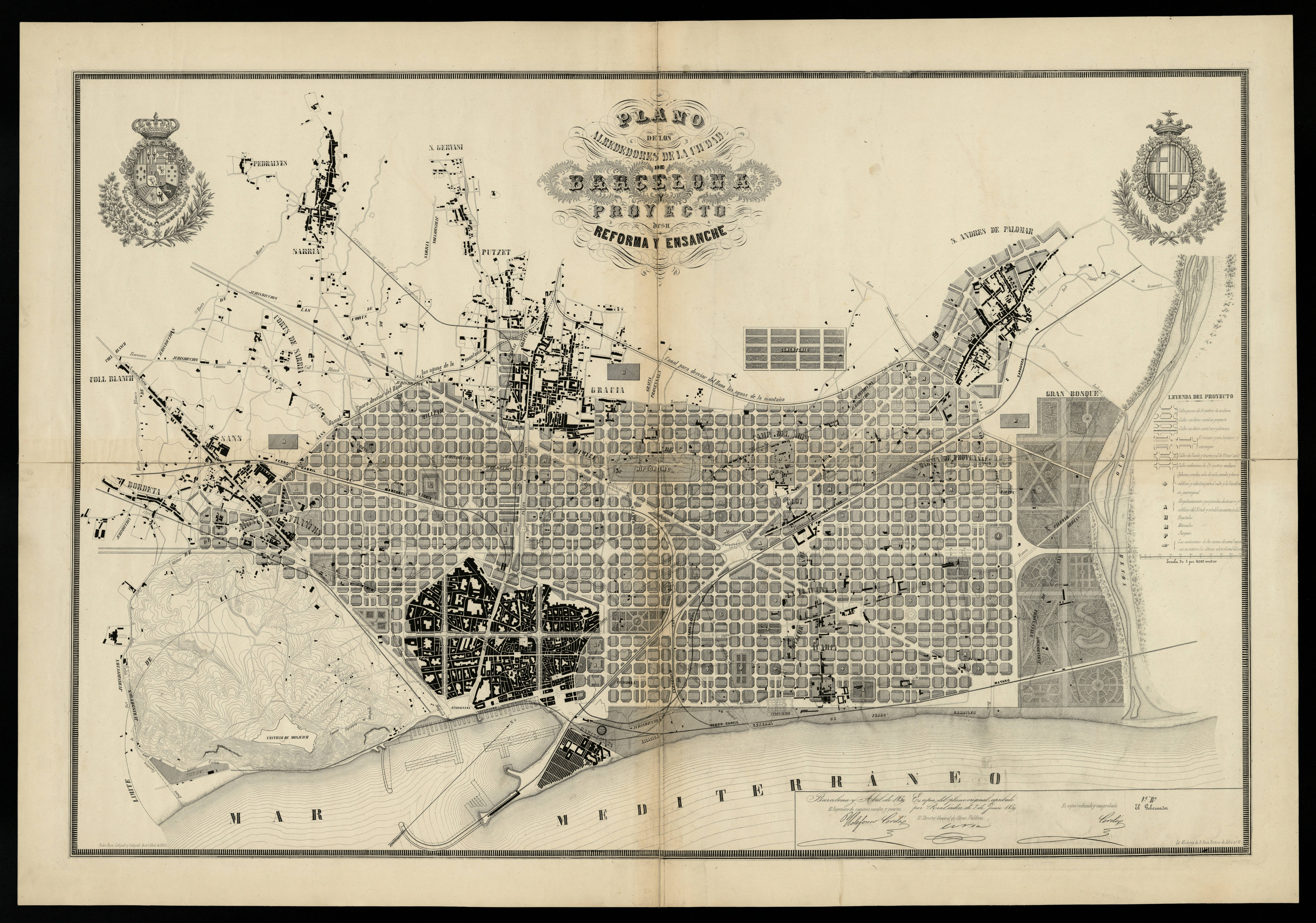
Het plan van Ildefons Cerdà, ca. 1850. Plaça de les Glòries is het grote plein in het midden

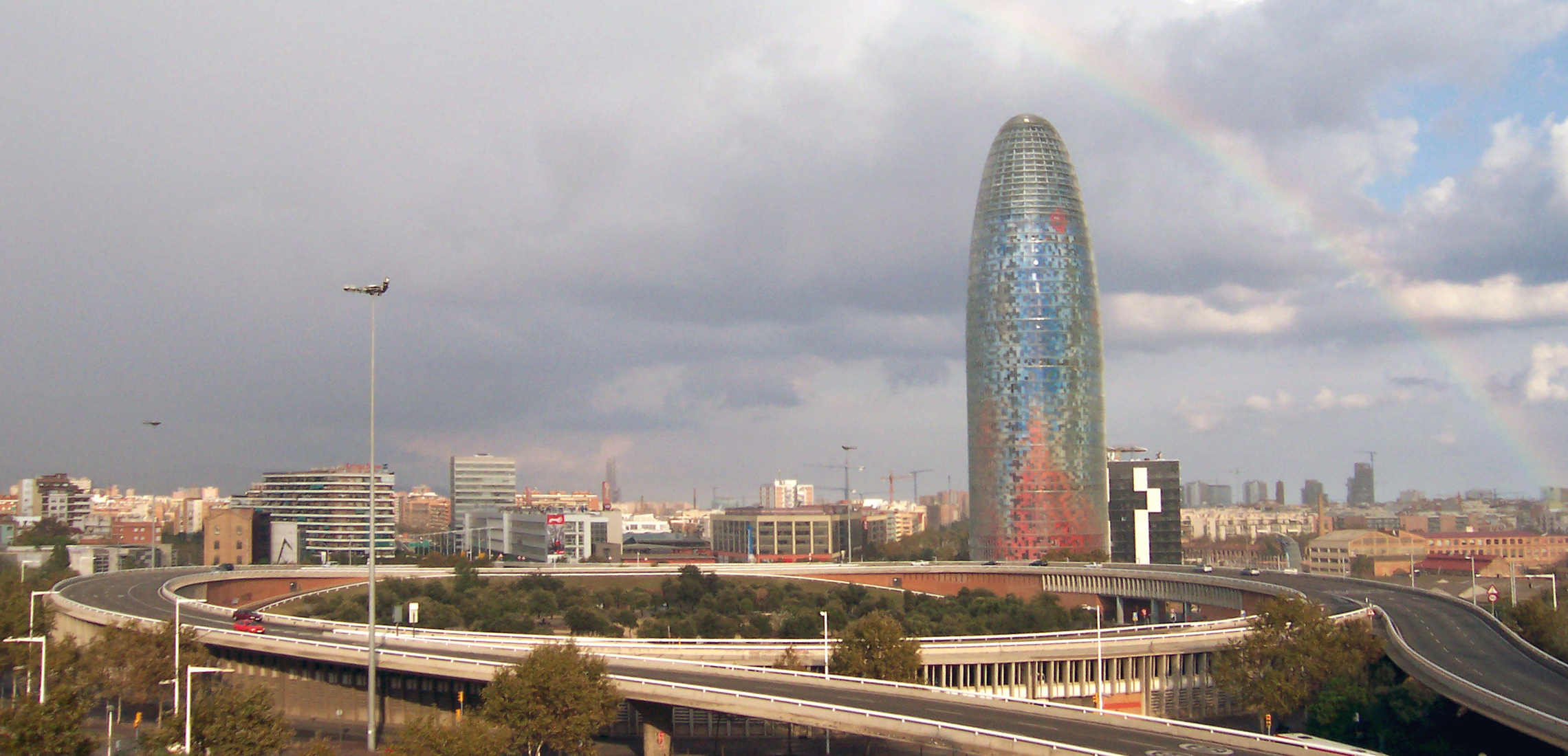
Voormalig zicht op Plaça de les Glòries Catalanes in 2005 met de ondertussen afgebroken verhoogde autowegen

Het oorspronkelijke ontwerp was van Ildefons Cerdà om te dienen als stadscentrum in zijn originele stadsplan (Pla Cerdà), maar het plein lijkt op niets waarvoor het eigenlijk bestemd was.  In de 20e eeuw was het lange tijd slechts een druk kruispunt, met een rotonde met verhoogde autowegen.
De Glòries-omgeving is gebouwd in de jaren 60 van de twintigste eeuw, met verdere uitbreidingen in de jaren 90 en tijdens de Olympische Zomerspelen van 1992 in Barcelona.
Het plein is de plek waar de stad een traditionele openluchtmarkt, Els Encants Vells, houdt.

### Renovatie
In 2000 is men begonnen met een herinrichting van het gebied rond Glòries om het plein een nieuwe rol in Barcelona te geven en om de noordelijke districten te revitaliseren, dit onder de naam 22@. Deze plannen omvatten ook andere grootschalige plannen in het Sagrera- en Fòrum-gebied. Het eerste gedeelte van dit project was de bouw van de wolkenkrabber Torre Agbar.
Glòries en directe omgeving wordt omgevormd tot een park met een veelheid aan diensten inclusief een openbare bibliotheek, een belangrijk ondergronds treinstation (RENFE en FGC), een openbare kliniek, een sportcentrum en een designmuseum. De integratie met andere gebouwen is al gerealiseerd in het gebied (Teatre Nacional de Catalunya, L'Auditori en Mercat dels Encants) als belangrijk onderdeel van de voorgestelde herinrichting.
Bovendien worden de drie grote verbindingswegen die over Glòries voeren gedeeltelijk ondergronds gelegd om ruimte te maken voor open groene plekken. De markt Els Encants werd verplaatst naar een andere locatie op het plein onder een luifel.

## Bouwwerken

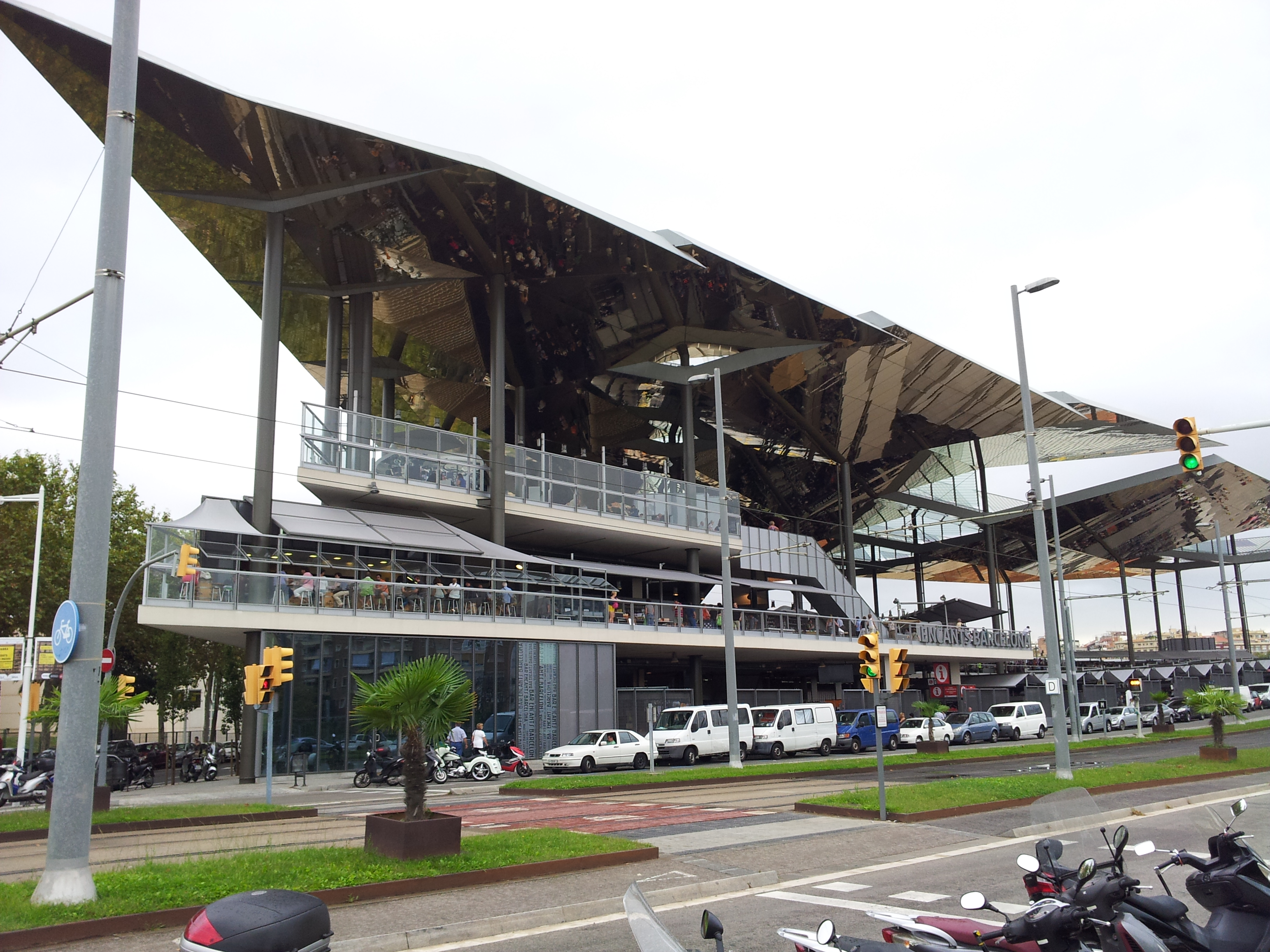
Mercat dels Encants

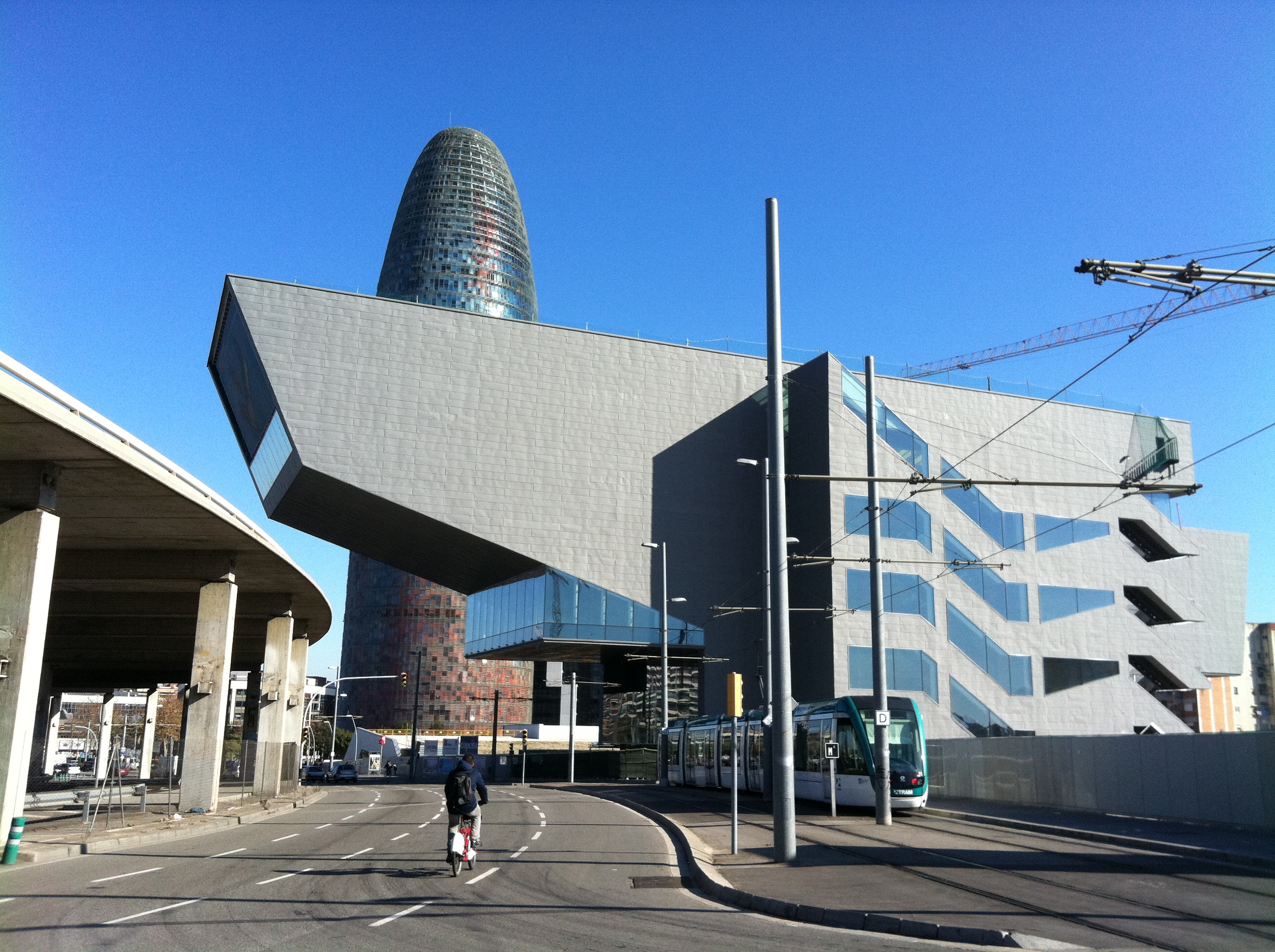
Designmuseum van Barcelona. De verhoogde autoweg links is ondertussen afgebroken

- Torre Glòries (Torre Agbar) door Jean Nouvel
- Designmuseum van Barcelona (Museu del Disseny de Barcelona, Disseny Hub)
- Centre cultural La Farinera del Clot, een cultureel centrum. Het gebouw, een voormalige fabriek, is recentelijk verbouwd.
- Sala Versus Glòries, theater
- Mercat dels Encants, rommelmarkt
- Edifici Ona, gemeentekantoor
- Westfield Glòries, winkelcentrum
- Middelbare school IES Salvador Espriu

## Openbaar vervoer

### Metro
Bij het plein ligt metrostation Glòries.

### Tram
- Glòries (Trambesòs route T4 en T5).
- La Farinera (Trambesòs route T5)

### Bus
- Line 7 Diagonal Mar - Zona Universitària
- Line 56 Collblanc - Besòs/Verneda
- Line 60 Pl. Glòries - Zona Universitària
- Line 92 Pg. Marítim - Gràcia
- Line B21 Barcelona (Rda. St. Pere) - Sta. Coloma (Av. Ramon Berenguer IV)
- Line 192 Hospital de Sant Pau - Poblenou

### Nit Bus
- N0 Pl. Portal de la Pau - Pl. Portal de la Pau
- N2 Hospitalet (Av. Carrilet) - Badalona (Via Augusta)
- N7 Pl. Pedralbes - Pl. Llevant (Fòrum)

## Vervoerprojecten
Een nieuw voorgesteld groot station moet verbinding geven tot de verschillende spoorsystemen van Barcelona, maar was in 2007 nog in beraad.
- De komst van de regionale FGC-trein en metrostation van de gemeente Barcelona is nog niet goedgekeurd door Generalitat de Catalunya.
- Een Renfe-treinstation dat waarschijnlijk treinstation Arc de Triomf vervangt. Het zal aangedaan worden door Rodalies-lijnen R1, R3 en R4.
- Een uitbreiding richting Avinguda Diagonal van de Trambesòs. Convergència i Unió heeft het project goedgekeurd maar de Partit dels Socialistes de Catalunya achtte het te duur[2].